# Силаева, Вера Григорьевна
Вера Григорьевна Силаева (29 ноября 1946, Смоленск) — заслуженный тренер России (художественная гимнастика), заслуженный работник физической культуры Российской Федерации, тренер олимпийской чемпионки 2000 года Юлии Барсуковой, мастер спорта международного класса СССР по художественной гимнастике.
Награждена российским орденом «За заслуги перед Отечеством» IV степени.